# 罗珊乡
罗珊乡，是中华人民共和国江西省赣州市寻乌县下辖的一个乡镇级行政单位。

## 行政区划
罗珊乡下辖以下地区：
罗塘村、上津村、华齐村、泊竹村、珊贝村、吴畲村和筠竹村。